# أساس (بناء)

## المتانة
الأُسُس هي العنصر الحامل لكامل الأوزان والحمولات الشاقولية الناجمة عن أوزان عناصر المنشأ وعلى استناد كامل على سطح التربة وذلك يستوجب صلابة ومتانة حتى لاينهار الأساس تحت تأثير الأوزان

## التوازن
حتي لا يحدث فيها انزلاقات نتيجة انزياح الكتل الترابية فيها أو انهيارها عندما لا يكون مستقرا.

## الثبوتية
حتي لا يكون هناك انحراف أو فجوات داخلية بتأثير حث الماء فيها.

## الاستمرارية
حتي لا يحدث فيها تغيرات وتشوهات كبيرة في حجمها.
يتطلب ضمان هذه الشروط معالجة خاصة للتربة وتثبيتها وعزلها عن الرطبة كما يتطلب أحيانا اختيار نوع خاص للأُسُس ولهذا فان هذه العملية ضرورية، لا غنى عنها قبل تحديد نوع الأساس وتصميمات البناء والمنشآت الضخمة البنايات
العادية فأُسُسها تصمم مسبقا وكل هذا يشترط معرفة مواصفات التربة والبحث عن العمق الذي يوفر ذلك، وكل هذا يجعل الأُسُس مرتبطة بميكانيكة التربة التي تدرس خواص التربة.

## دراسة تربة الإنشاء
تدرس التربة للكشف عن طبيعتها وترسب طبقاتها وسمكها وليتم وفق الدراسة لتحديد التربة التي توفر الشروط الأربعة السابقة للتذكير (المتانة، التوازن، الثبات، الاستقرار) ولمعرفة طبيعة التربة ليس هناك طريقة واحدة ولكن أكثر الطرق الملائمة هي في موقع المنشآت تأخذ منها عينات تجرى عليها تحاليل في المخبر ومن ثم تصنف وتحفظ وتوضع النتائج في تقرير دراسة التربة، ينفد السبر بطريقة مختلفة منها : السبر بالمثقاب اليدوي،السبر بالحفارة المائية، السبر بالدق و السبر بالحفر الدوراني بالنسبة للتربة القاسية وعندا توفر معطيات التربة ثم التحقق من الخواص بالكشف عن التربة بواسطة مثقاب ومعازل مخروطية.
عادة يكون طول السبر يساوي 3 اضعاف أكبر بعد في الأساس (النعل) وبما لا يقل عن 3 أمتار عن الأُسُس العادية، أما الأوتاد فيجب النزول بعمق اللازم، يوضع السبر عادة بـ 15 متر بين كل سبر واخر، وبـ 30 متر بين السدود الترابية والأنفاق ويختلف هذا بتجانس وعدم تجانس التربة، ففي عدم تجانس التربة التي تكون اما ناعمة أو خشنة وأهم الخصائص : مقاومة التربة للضغط؛ تماسك التربة ؛زاوية الاحتكاك ،و تم حساب مقاومة التربة بتقسيم الحمولة على السطح. اما في المنشآت الكبيرة نحدد خصائص أخرى مثل معامل النفاذية والضغط الحبي ومميزات الإجهاد التشوه وتأثيراته في استقرار التربة وتوازنها وثبوتها.

## أنواع الأُسُس
يمكن تصنيف الأُسُس حسب العمق:

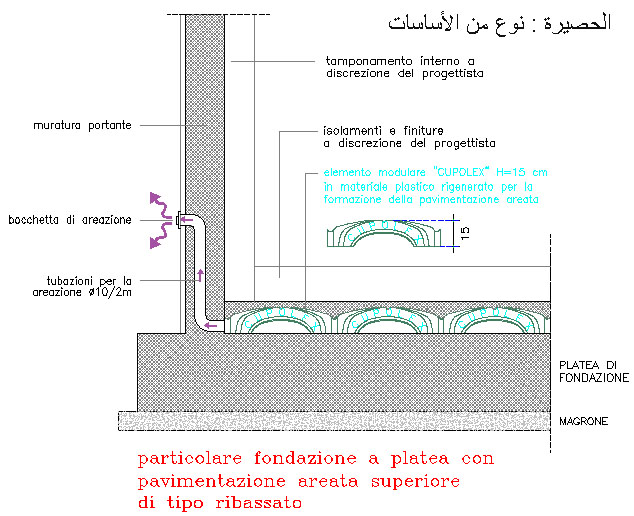
رسم تفصيلي لنوع من أنواع الحصيرة

- أُسُس سطحية لا يزيد عمقها عن 10 متر.
- أُسُس عميقة (غير سطحية) تزيد عن 10 متر.[1]

تصنيف حسب الشكل:
- أساس منفرد (منعزل) وهي في معظم الأحيان تكون أُسُس سطحية مصنوعة من الحجر أو الخرسانة وهي أساس يحمل عمود واحد فقط.
- الأساس المشترك يحمل عمودين أو أكثر.
- الأساس المستمر يحمل جدار.
- الأُسُس المنفردة تصب الخرسانة المسلحة في الموقع نفسه ويكون مسبق الصنع ويتم ترسيبها فيما بعد، وفي معظم الأحيان تصب خرسانة النظافة بسمك (4-5) سنتيمتر قبل وضع الأساس ويقدر الأسمنت في الخرسانة حوالي 150 كيلوغرام في المتر المكعب الواحد، أما الخرسانة العادية تقدر ب 250 كيلوغرام في المتر المكعب الواحد على الأقل للأُسُس المنفردة بخرسانة غير مسلحة.
  - 350 كيلوغرام في المتر المكعب الواحد بالنسبة ة المسلحة.
  - 300 كيلوغرام في المتر المكعب الواحد للأُسُس المنفردة بالخرسانة المدفونة تحت الماء.
- الحصيرة هي من الأُسُس السطحية تحمل في غالب الأحيان الأعمدة والجدران، تكون بالخرسانة المسلحة واللجوء الي استعمالها يعتبر حلا اقتصاديا بالدرجة الأولى من النزول إلى أعماق كبيرة وهذا عندما تكون مقاومة التربة ضعيفة وفيها يتم توزيع الحمولات توزيعا منتظما وهذا لتحديد الانحطاطيات الموضعية المؤدية إلى تشقق الجدران وتصب خرسانة النظفة فيها ب 5 سنتيمتر على الأقل من الخرسانة العادية 150 كيلوغرام في المتر المكعب الواحد.
- الأوتاد عبارة عن أُسُس عميقة يتم الوصول إليها بارتفاع التربة الصالحة للتأسيس عليها، ويكون اما من الخشب أو المعدن أو الخرسانة. تصنع الأوتاد الخشبية وتق بواسطة آلات خاصة بعد وضع أطرافها بمخروط معدني يمنع التأكل عند الدق.

و تكون الأوتاد المعدنية فولاذية على شكل أساس شكله يمكن دقها ووضع حفر الآبار وتصب الخرسانة من حولها.
كما أن الأوتاد الخرسانية تحفر بالات خاصة، حيث يوضع احينا قمصان معدنية حول الأوتاد عندما تكون التربة رطبة أي مشبعة بالماء، أيضا انزال هيكل التسليح المعدني وتصب خرسانة الوتر ويسحب القميص للحماية.
تزود كل من الأوتاد الخرسانية والمسبقة الصنع بقلانس مسلحة فوق الرؤس التي تتعرض للدق وهذا بالات خاصة تحمل الإجهادات الخاصة والناجمة عن ثقلها وحملها
و حمولات المنشأة وإقامة البناء.
ترتكز الرؤوس الحادة السفلية علي التربة الصالحة لتأسيس البناية وتحمل في غالب الأحيان عدة اوتاد متقاربة في حزمة على شكل قبعة وترتكز قاعدة المنشأة علي مجموعة حزم، تكون الأوتاد شاقولية وقليلا ما تكون مائلة.
- الركائز هي من الأُسُس العميقة تتكون من كتل الخرسانة تقوم بنقل ثقل المنشآت إلى التربة.

## الأُسُس الخاصة
هي أُسُس تقام في المنشأة الضخمة مثل: ناطحات السحاب، المداخن العالية وليس لهذه الأُسُس نوع خاص تحتاج في غالب الأحيان إلى تدعيم من قبل التربة، تثبتها يكون بالملاط الإسمنتي أو الحصى كما تحتاج إلى دراسة معمقة للتربة وهذا جيولوجيا وهيدرولوجيا.
هذا النوع من الأُسُس يكون في غالب الأحيان خليط من الأوتاد، الحصائر، الركائز، للأُسُس.

## تقنية تنفيد الأُسُس
تتضمن أعمال تحضيرية تتمثل في حفر الآبار وتدعيمها عند اللزوم تتمثل في غالب الأحيان في ضخ الماء وعزل الأساس ونكتفي في بعض الأحيان بازالة التربة للوصول إلى العمق المناسب، وليكن عندما يكون منسوب التاسيس ظاهرا تحفر ابار مكشوفة دون أي تدعيم أو آبار مدعمة بالتصفح.
وليكن عندما تكون الأبار عميقة والتربة هشة وأيضا منسوب التأسيس تحت منسوب المياه فيمكن تدعيم جوانب الحفر بصفائح معدنية تثبت في الطبقات الكتيمة. ان الأُسُس العميقة الأوتاد والركائز تصب وتدق في كل من التربة الجافة و التربة المبللة التي من غير الممكن إجراء حفر من حولها وكذلك التربة العادية. أما عندما تكون التربة حصوية هنا يتم اللجوء إلى مثاقب آلية أو مثاقب دورانية وفي بعض الأحيان تستعمل المتفجرات وآلات خاصة لحفر الأوتاد والركائز.

## اشكال التاسيس
هناك علاقة بين منسوب التأسيس والطبقة الصالحة التي هي الطبقة التي تحقق الشروط الأربعة وهي المتانة، الاستقرار، الثبات، التوازن، وهذه العلاقة تحدد شكل التأسيس التي تنقسم إلى ثلاثة أقسام:

### التأسيس المباشر على تربة صالحة
منسوب التأسيس أعلى من منسوب المياه الجوفية.

### التأسيس الغير المباشر على التربة الصالحة
في هده الحالة الأُسُس تكون عميقة جدا وغالبا ما تكون في المنشأة البحرية مثل:كاسرات الأمواج، الأرصفة الشاطئية وتكون الركيزة فوق تربة سطحية.

### التأسيس على تربة غير صالحة
هناك اشكال خاصة في الأوتاد والركائز والتي تكون أحيانا مسننة الجوانب وهي ذات اشكال كبيرة تقاوم الحمولات.

## حماية الأُسُس
ان المياه الجوفية هي من أكبر مشاكل الأُسُس وهذا عندما تحتوي على مواد كيميائية تؤثر علي فولاذ الخرسانة مع جريانها بانجراف التربة من تحت الأساس، ولذا نستعمل خرسانة خاصة لمقاومة التأثيرات.
الحل يمكن حماية الأساس بصفائح معدنية أو ترصيف الصخور حول كتلة التأسيس وتقام شبكة تصريف المياه في حالة الأُسُس العميقة وكذا توضع مواد عازلة تمنع التسرب.
المنشآت ذات الأُسُس العميقة، المنشآت على المنحدرات التي يمكن مع مرور الوقت بتعرية الأساس بسبب جريان الماء وحدوث فجوات يقام جدار جدار الاستناد من الخرسانة المسلحة.
المناطق الشديدة البرودة يؤدي فيها إلى تجمد الماء في التربة الرطبة التي تميعها عند ارتفاع في درجة الحرارة إلى حدوث تغيرات كبيرة في استقرار التربة ويمكن حماية الأساس بواسطة وضع الملاط الأسمنتي في معظم الأحيان.

## تدعيم الأُسُس
الأُسُس تكون في حاجة إلى تدعيم عند القيام بأعمال حفر عميقة وفي غالب الأحيان يتم تبديل الأُسُس بناء قائم أو تقويتها وهذه العملية في غاية التعقيد تحتاج إلى دقة وخبرة كبيرة وغالية الثمن.
تحمل المنشآت علي الأُسُس مؤقتة جانبية ويتم تنفيذ الأُسُس وربطها بهياكل المنشآت لكن القليل ما يتم اللجوء الي هذا الحل.